# Tlenek manganu(VII)
Tlenek manganu(VII), Mn
2O
7 – nieorganiczny związek chemiczny z grupy tlenków, w którym mangan występuje na VII stopniu utlenienia. Jest reaktywną cieczą o właściwościach silnie utleniających. Po raz pierwszy opisał go H. Aschoff w 1860 roku.

## Budowa cząsteczki
Długości wiązań pomiędzy atomem manganu i skrajnymi atomami tlenu wynoszą 1,585 Å, a pomiędzy atomem manganu i atomem tlenu w pozycji mostkowej – 1,77 Å. Kąt Mn−O−Mn ma miarę 120,7°.
Struktura tlenku przypomina struktury anionów disiarczanowego, difosforanowego i dichromianowego, a także heptatlenku dichloru.

## Otrzymywanie
Mn
2O
7 można otrzymać się w reakcji kwasu siarkowego z nadmanganianami. W pierwszym etapie reakcji powstaje kwas nadmanganowy, który samorzutnie traci wodę, przechodząc w tlenek manganu(VII):
2KMnO
4 + 2H
2SO
4 → Mn
2O
7 + H
2O + 2KHSO
4
Mn
2O
7 może reagować z pozostałym kwasem siarkowym:
Mn
2O
7 + 2H
2SO
4 → 2[MnO
3]+
[HSO
4]−
 + H
2O

## Właściwości
W stanie stałym ma postać czerwonych kryształków, rozpuszczalnych w czterochlorku węgla. Sublimuje w temperaturze −10 °C.
Mn
2O
7 rozkłada się w temperaturach bliskich pokojowej, powyżej 55 °C wybuchowo. Wybuch można wywołać przez uderzenie albo dodając podatny na utlenianie związek organiczny. Produktami są tlenek manganu(IV), tlen i ozon.
Jest bezwodnikiem kwasu nadmanganowego:
Mn
2O
7 + H
2O → 2HMnO
4